# Еволюція мозолистого тіла
Мозолисте тіло (лат. corpus callosum) — еволюційно молода структура головного мозку (ГМ), унікальна для плацентарних ссавців, яка з'єднує ліву та праву півкулі мозку. Завдяки більш ніж 200 млн аксональних відростків у межах півкуль та між ними, мозолисте тіло вважають найбільшою структурою головного мозку, утвореною білою речовиною. Гомогенні волокна мозолистого тіла, що з'єднують специфічні зони кори головного мозку, проходять через відповідні ділянки мозолистого тіла, таким чином формуючи чітку топографічну відповідність різних зон кори та ділянок мозолистого тіла.

## Перші дослідження походження мозолистого тіла
Вперше мозолисте тіло було описане Оуеном у 1836 році, який помітив наявність у неплацентарних тварин добре розвинутої дорзальної комісури, розташованої під гіпокампом. Оуен вважав, що мозолисте тіло є унікальною особливістю плацентарних ссавців, оскільки дорзальна комісура походить переважно із гіпокампа, тоді як мозолисте тіло не має до нього жодного відношення. Відсутність будь-якого типу зачатку мозолистого тіла у неплацентарних ссавців могло свідчити про раптове виникнення в ході еволюції мозолистого тіла за відсутності його предкових структур. Проте, таке походження не відповідає концепції Дарвіна про еволюцію, шляхом накопичення малих варіацій. Навіть Хакслі, прибічник концепції градуалістичної еволюції, визнав, що походження мозолистого тіла було головним стрибком в еволюції. 1865 року Оуелу, Флаверу та Сміту не вдалось підтвердити, що мозолисте тіло плацентарних ссавців та дорзальна комісура у сумчастих, є гомологічними. Це спостереження не заперечує концепцію градуалістичного походження мозолистого тіла, оскільки деякі волокна неокортексу можуть проходити через гіпокампальну комісуру у сумчастих. Мутації ж, які, можливо, спричинили відсутність мозолистого тіла є нетиповими. І якщо ця структура не мала адаптивного значення, її можна було б знайти у лініях плацентарних тварин, які втратили мозолисте тіло. Тому питання адаптивної властивості найбільшого волокнистого тракту нервової системи плацентарних ссавців досі лишається відкритим.

## Міжпівкулеві волокна нижчих хребетних
У ході еволюції нижчих хребетних (тварини, у процесі ембріонального розвитку яких не утворюються зародкові оболонки амніон та хоріон; наприклад, круглороті, риби, амфібії) спостерігався жорсткий відбір системи, яка здійснювала б  передачу імпульсів між півкулями ГМ. Шлях, яким невеликі за розміром міжпівкулеві волокна та комісури гіпокампа проходили вздовж серединної лінії, був представлений великою кількістю аксонів, які йшли до іншої півкулі через передню комісуру гіпокампа. Проте, цей шлях мав недолік: внаслідок великої відстані від дорзально розташованої кори ГМ до вентрально розташованої передньої комісури, яку мають пройти фібрили, міг виникати збій у передачі імпульсів між півкулями, особливо у видів з великим ГМ. Тому у ході еволюції топографічні сенсорні ділянки ГМ нижчих хребетних були зведені до рівня середнього мозку, для якого характерна добре розвинута ректальна комісура, а сенсорні проєкції на мозку з часом втратили свої топографічну організацію.
На відміну від мозку рептилій, топографічно організовані сенсорні зони ГМ однопрохідних яйцекладних та сумчастих ссавців розміщуються у багатошаровому неокортексі. Така організація зумовлена розвитком сильної системи комісур і характеризується іншим шляхом пролягання міжпівкулевих волокон, за якого кортикальні фібрили між півкулями утворюють так звані «пучкові аберанти», які виходячи із субкортикальної білої речовини, йдуть вздовж внутрішньої капсули, сягаючи після цього, передньої комісури, таким чином, значно скорочуючи шлях пролягання.

## Мозолисте тіло вищих хребетних
Найбільш ефективний шлях зв'язку півкуль ГМ виник у вищих хребетних (тварини, у процесі ембріонального розвитку яких формуються всі зародкові оболонки; наприклад, рептилії, птахи, ссавці) з появою мозолистого тіла. Отногенетично та філогенетично, мозолисте тіло походить від гіпокампальної комісури та, поступово від'єднуючись від неї, виходить дорзально до місця утворення гіпокампа. Так аксони проходять набагато меншу відстань між півкулями, аніж проходили б, пролягаючи вентрально через передню комісуру. Такі особливості між півкулями ГМ свідчать про участь еволюції мозолистого тіла у зміні напрямку росту кортикальних аксонів від передньої комісури до гіпокампальної. Міжпівкулеві комісури ГМ нижчих хребетних забезпечують інтеграцію сенсорних ділянок кори обох півкуль, тоді як мозолисте тіло у плацентарних ссавців виникло як стратегія для мінімізації часу проходження імпульсів, попередження помилок їх передачі між  півкулями ГМ та внаслідок необхідності координації обома кінцівками.
Мозолисте тіло плацентарних ссавців, які мають невеликий неокортекс, наприклад, комахоїдні (Eulipotyphla), рукокрилі (Chiroptera) та тенрекові (Afrosoricida), представлене дуже малою структурою ГМ, розташованою над гіпокампальною комісурою, та, ймовірно, подібною за структурою до такої у сумчастих ссавців.
Більше за розміром мозолисте тіло характерне для видів з більшим неокортексом. Передні ділянки кори ГМ плацентарних ссавців пов'язані з передніми волокна мозолистого тіла, а задні — із задніми. Така чітка топографічна відповідність комісур властива ГМ приматів, тоді як у хижаків, гризунів та копитних — стає невпорядкованою. Такі топографічні відмінності вказують на супровідну різницю в будові волокон мозолистого тіла згаданих представників, оскільки тип інформації, що передається, різниться вздовж різних зон кори ГМ. Так, мозолистому тілу приматів властиві різноманітні за розміром волокна, що нерівномірно розміщуються в мозолистому тілі. Ділянки мозолистого тіла, що поєднують префронтальну та скронево-тім'яну зони кори ГМ характеризуються великою кількістю погано мієлінізованих малого розміру низько-провідних волокон, тоді як ділянки, що з'єднують первинну та вторинну сенсо-моторні зони утворені високо-провідними добре мієлінізованими волокнами, діаметром більш ніж 3 мкм. І лише незначна кількість волокон мозолистого тіла з'єднує первинну та вторинну сенсорні зони кори ГМ. Більшість волокон мозолистого тіла з'єднують зони вищих порядків, які мають слабку топографічну організацію. Проте, у хижаків, гризунів та копитних, волокна мозолистого тіла однакові за розміром, що може частково свідчити про невпорядковане топографічне розміщення різних зон кори ГМ цих плацентарних ссавців. Не зважаючи на переважно досить консервативні розміри волокон мозолистого тіла у згаданих видів, незначна кількість волокон вирізняється великим діаметом, неочікувано більшим із врахуванням розміру ГМ. Більше того, у котових та собачих із переферичним боковим зором мозолисте тіло утворене волокнами великого діаметру, ніж очікувалось з урахуванням відношення до розміру ГМ, на відміну від видів із прямим зором.

## Мозолисте тіло та статевий диморфізм
Перші дослідження взаємозв'язку статевого диморфізму та розвитку мозолистого тіла були проведені 1997 року Бішопом та Вейлстеном. Дослідники виявили, що, в середньому, самці мають більший головний мозок, аніж самки, та більший розмір і довжину мозолистого тіла (42,55 мм — у самців та 35,78 мм — у самок).
Товщина та розмір валика мозолистого тіла, навпаки, більша у самок. А оскільки відростки нейронів зорової кори, тім'яної кори, верхньої скроневої борозни та потиличної зони кори проходять через валик мозолистого тіла, можливі також гендерні відмінності у латералізації зорово-просторових функцій. Так, більший за розміром валик мозолистого тіла поєднує більшу кількість відростків, і, таким чином, кількість міжпівкулевих відростків корелює обернено пропорційно до латераралізації функцій.
Підтверджено також існування статевого диморфізму внаслідок впливу статевих гормонів на розвиток мозолистого тіла під час пренатального розвитку. Мозолисте тіло, як найбільша структура, що з'єднує обидві півкулі, також знаходиться під впливом фізіологічних та патологічних змін, що виникають у кортикальних та субкортикальних ділянках ГМ. Таким чином, на різні ділянки мозолистого тіла можуть впливати процеси, які відбуваються в різних ділянках ГМ, адже майже всі комісури, що з'єднують протилежні зони півкуль, проходять через мозолисте тіло.

## Вікові зміни мозолистого тіла ссавців
Напрямок розвитку ділянок мозолистого тіла є нерівномірним. Кожна його ділянка значно збільшується за розміром переважно в перші кілька місяців після народження, не залежно від статі. Вік кожної ділянки мозолистого тіла досягає індивідуального максимуму: близько 16 років — для самок та 17 років — для самців. Зменшення кількості комісур мозолистого тіла (до 75 %) плацентарних ссавців протягом перинатального періоду зумовлене зниженням процесу мієлінізації.
Проте, деякі аксони мозолистого тіла здатні повторно перетинати ту ж півкулю вже через передню комісуру, таким чином, прокладаючи шлях для заселення нових зон ГМ вищого порядку. Тому зміна морфології мозолистого тіла, статеві й вікові зміни, можуть лягти в основу ключових показників для діагностики хвороб ГМ, часу їх виникнення та розвитку.